# Qeqertalik
Qeqertalik é uma municipalidade na Groenlândia, um território autônomo da Dinamarca. Criada em 1º de janeiro de 2018, o município é composto por partes do antigo município de Qaasuitsup. O nome "Qeqertalik" significa "Área com ilhas" em groenlandês. Segundo um censo de 2023, o município conta com uma população de 6.082 habitantes.

Qeqertalik está situada na costa oeste da Groenlândia, abrangendo uma vasta área geográfica. Faz fronteira com a Baía de Disko ao norte, o Estreito de Davis a oeste, e é limitada por terras mais altas a leste. O município cobre uma área de aproximadamente 62.400 km².
Aasiaat é sua maior cidade e centro administrativo
Ver também: Municípios da Groenlândia

## Clima
O clima em Qeqertalik é tipicamente polar, com invernos longos e rigorosos e verões curtos e frescos. As temperaturas no inverno podem cair drasticamente, enquanto os verões, embora curtos, permitem uma pequena temporada de degelo e vegetação.

## Localidades
- Qaqortoq
- Nanortalik
- Narsaq

- Aappilattoq
- Alluitsup Paa (Sydprøven)
- Ammassivik
- Eqalugaarsuit
- Nanortalik
- Narsaq
- Narsarmijit (Frederiksdal)
- Narsarsuaq
- Qassiarsuk
- Qassimiut
- Saarloq
- Tasiusaq
- Uunartoq

## Economia
Ver também: Economia da Groenlândia
A economia de Qeqertalik é dominada pela pesca, especialmente de camarões e halibute. O turismo também é um setor crescente.

## Transportes
Qeqertalik é servida por transporte marítimo, fornecido pela companhia de navegação Arctic Umiaq Line, com escala em Kangaatsiaq, Aasiaat e Qeqertarsuaq.
Dispõe de transporte aéreo através do Aeroporto de Aasiaat.

## Galeria

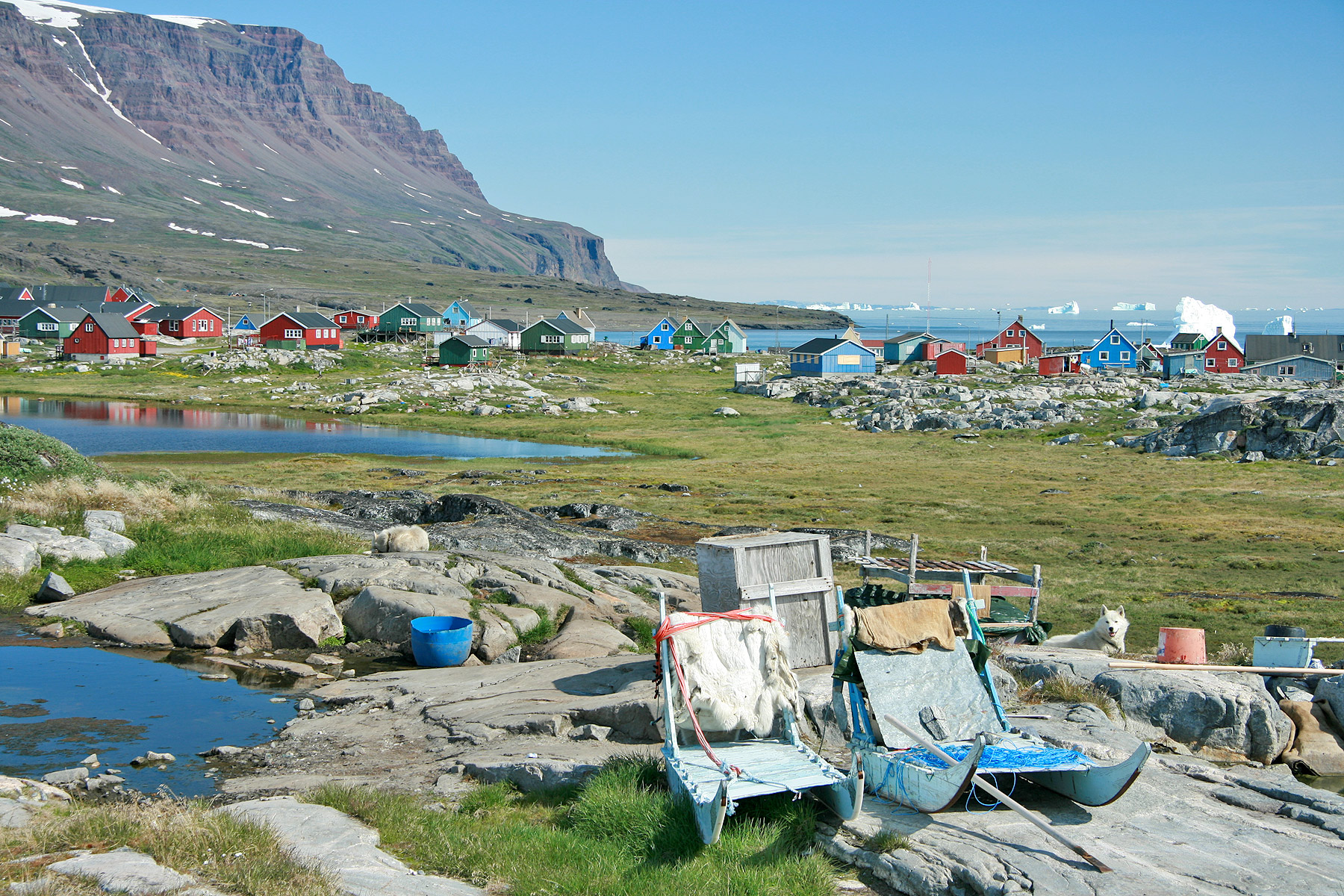
Qeqertarsuaq
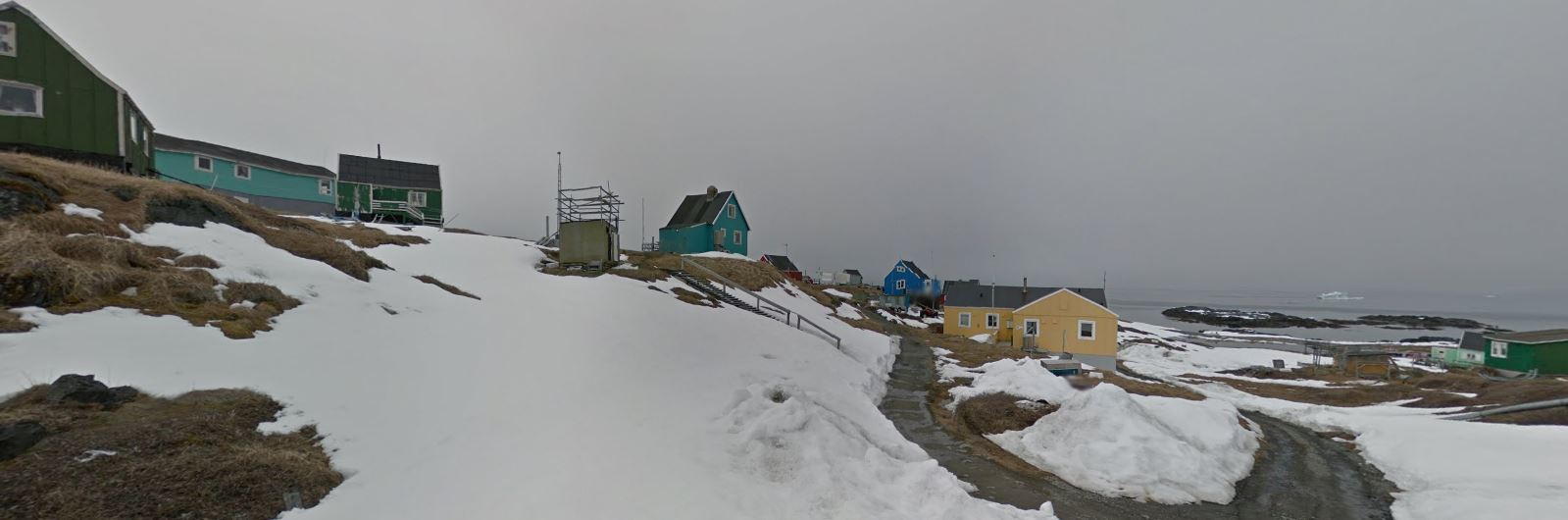
Kitsissuarsuit
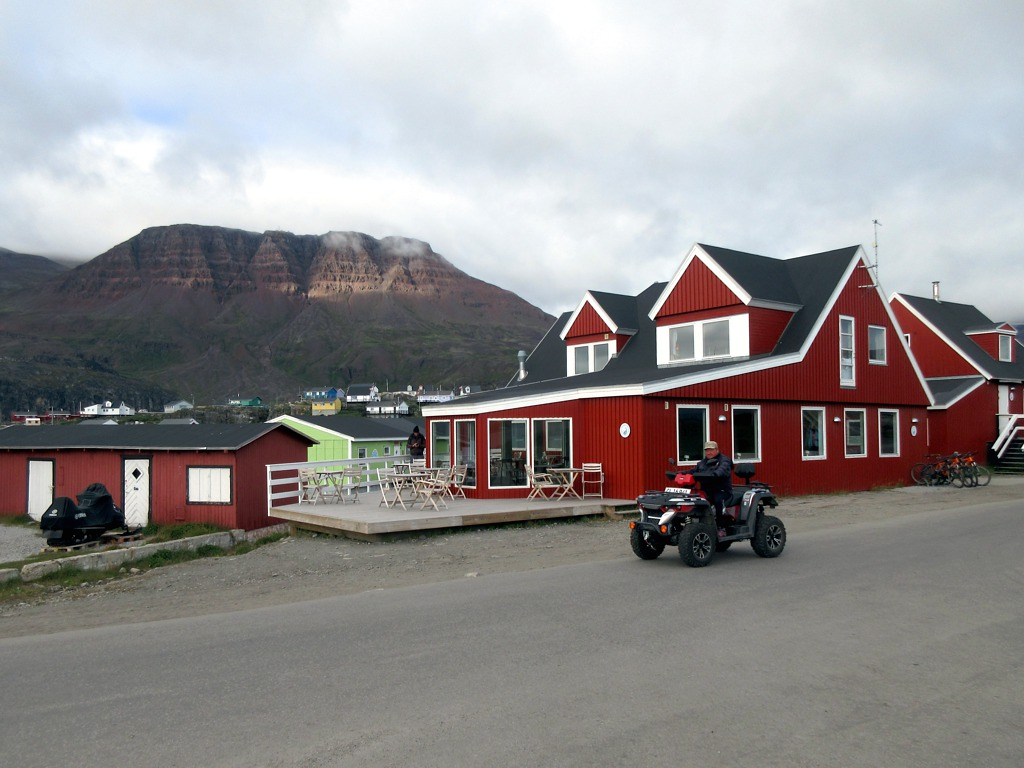
O Hotel Disko Island
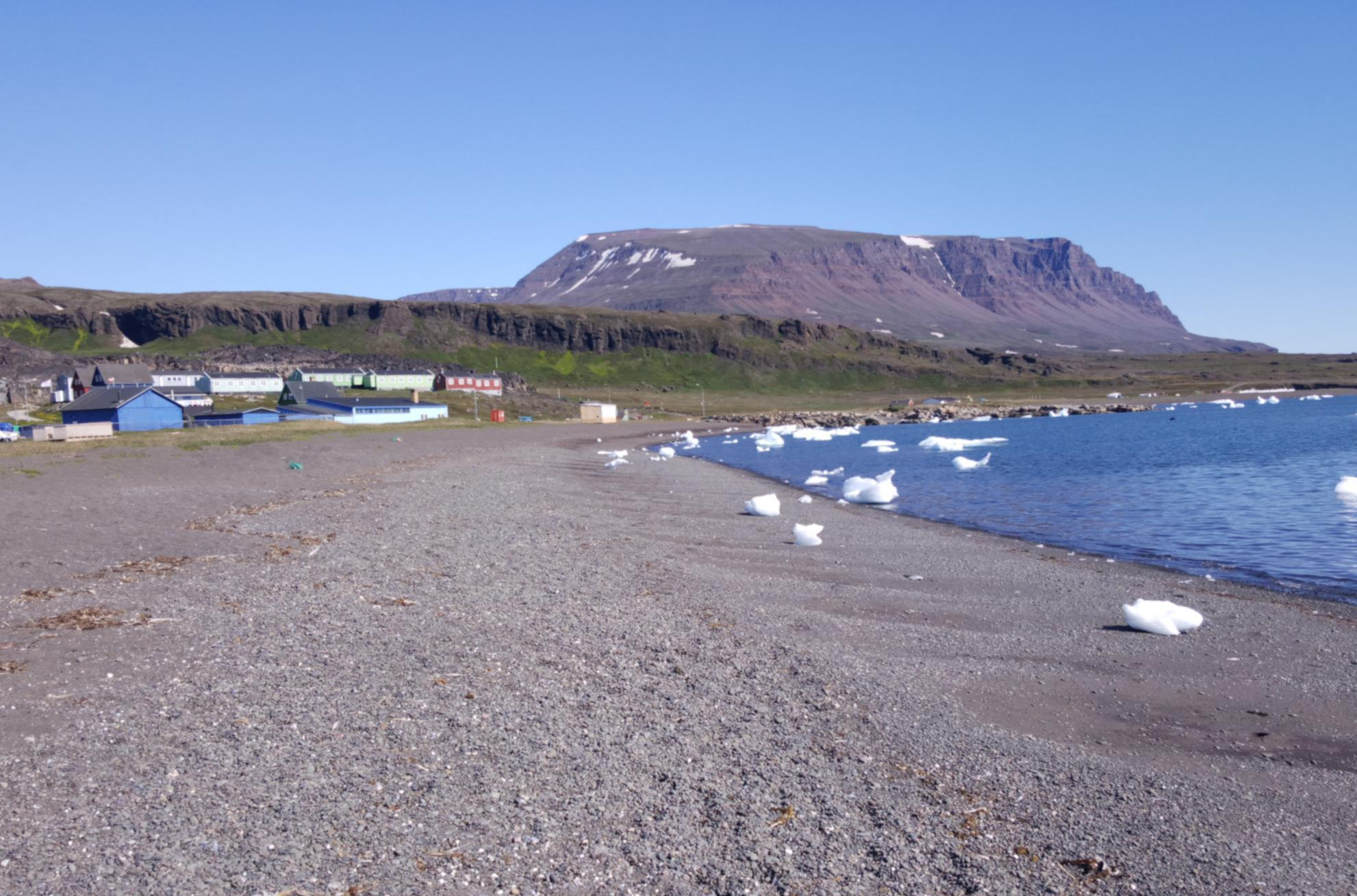
Litoral e montanhas em Qeqertarsuaq